# Reviczky Bertalan
Revisnyei Reviczky Bertalan (Beckó, 1850. augusztus 24. - Pozsony, 1925. január 18.) plébános, helytörténész.

## Élete
Orvoscsaládban nőtt fel. Esztergomban végezte a teológiát.
1873-ban pappá szentelték Barstaszáron. 1874-ben Vágújhelyt volt káplán, majd 1878-tól Pobedényben, 1885-től Csejtén lett plébános. 1898-tól esperes, 1912-től haláláig járási esperes. 1920-ban nyugdíjba vonult.
1898-ban önképzőkört alakított Csejtén. 1902-től a bécsi Societas Anthropologica tagja.
Nem helyeselte elődje Jozef Urbanovský (1793-1865) tettét, hogy Csejtén tartották a Tatrín gyűlését.

## Művei
- 1897 A boldogságos Szűzről címzett vágújhelyi prépostság története. Trencsén
- 1900 Alžbeta Báthoriová. Ružomberok
- 1903 Báthory Erzsébet - Egy 17. századbeli párját ritkító bűnügyi per. Németből ford. Visnyovszky Emil. Pöstyén (szlovákul Rózsahegyen jelent meg)
- 1906 Egy főbenjáró per Nyitra vármegyében 1561-1564. Nyitra (Klny. Nyitramegyei Szemle)
- 1914 Temetvény. In: Vágvölgyi kalauz
- 1914 Csejthe. In: Vágvölgyi kalauz
- A csejtei plébánia története (kézirat)